# Chico César
Chico César, nom amb què es coneix Francisco César Gonçalves (Catolé do Rocha, Paraíba, 26 de gener de 1964) és un cantant, compositor, escriptor i periodista brasiler.
Les seves composicions són una barreja de crítica social i humor, amb fortes influències musicals del folklore del nord-est, i que han estat enregistrades per artistes com Elba Ramalho, Daniela Mercury, Zizi Possi, Emílio Santiago i l'argentí Pedro Aznar. Maria Bethânia va triar la seva cançó "A Força que Nunca Seca" com a tema principal d'un dels seus CDs. César ha estat de gira internacional des de 1995.

## Biografia
La seva mare era filla d'esclaus i, tot i ser semi alfabetitzada, llegia texts religiosos a casa; el seu pare, mestís caboclo d'un indígena amb un blanc, treballava a la zona rural de Paraíba llaurant la terra i era un apassionat de la música. En una entrevista de 2022, César va declarar: «jo cada cop em veig més com un afro indígena brasiler».
Quan tenia 8 anys va començar a treballar en una botiga de discos, i un any després va integrar-se a la banda Super Som Mirim, on tocava. Durant l'adolescència també va tocar en els grups The Snakes, Trio Mirim i Ferradura, i la seva primera composició, la samba "Quando Chega o Carnaval", va escriure-la als 13 anys.
Per fer els seus estudis de batxillerat, als 16 anys va traslladar-se a João Pessoa; allà preparava les proves d'accés a la universitat i treballava en una llibreria. Més tard va estudiar periodisme a la Universitat Federal de Paraíba, on es va incorporar al grup Jaguaribe Carne i va escriure poesia d'avantguarda.

## Carrera professional
Amb 21 anys, es va traslladar a São Paulo, on va conèixer músics com Itamar Assumpção i Arrigo Barnabé, que formaven part de l'avantguarda de São Paulo (vanguarda paulista). Treballant com a periodista i corrector de textos a l'Editora Abril de dia es va formar a la guitarra i actuava en locals i festivals de música. També va treballar per a la revista Elle com a editor musical.
El 1991 va ser convidat a fer una gira musical per Alemanya, i l'èxit el va animar a deixar el periodisme per dedicar-se únicament a la música. Va formar la banda Cuscuz Clã i va començar a actuar a la discoteca de São Paulo Blen Blen Club. L'any 1995 va publicar el seu primer disc Aos Vivos.

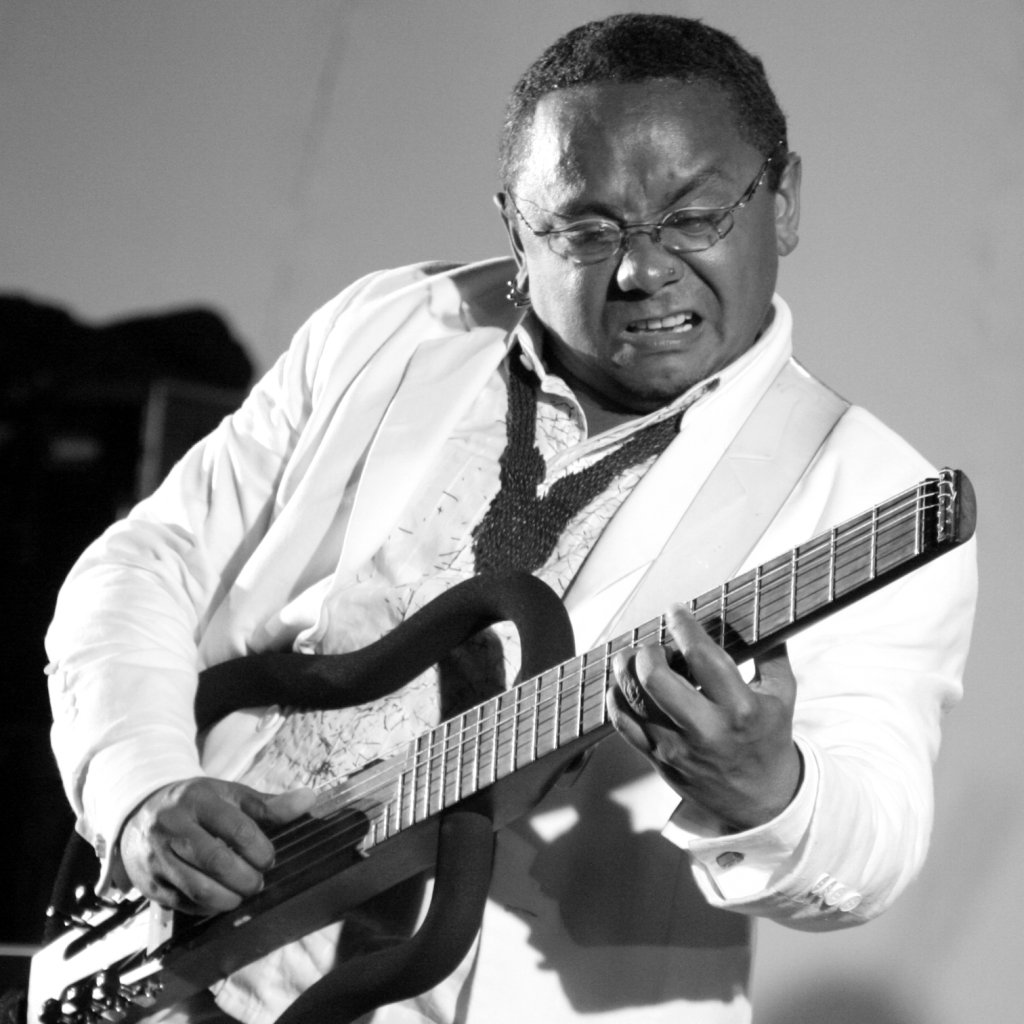
Chico César el 2017.

Es va fer conegut nacionalment i internacional l'any 1996 per la cançó "Mama África". El vídeo musical de la cançó va guanyar el premi al millor vídeo MPB a MTV Video Music Brasil (VMB) l'any 1997 i és considerat un dels punts de referència de MTV Brasil.
L'any 2000 va fer sis gires europees, en una de les quals va actuar al festival de jazz de Montreux (Suïssa) per segona vegada. El 2003 va crear el segell discogràfic Chita Discos per a publicar les seves pròpies composicions i el treball d'altres artistes. Dos anys més tard va publicar el seu primer llibre, el poemari Cantáteis. Cantos elegíacos de amizade (ed. Garamond).
El 2007, va participar al documental Paraíba, Meu Amor, del cineasta suís Bernard Robert-Charrue, el tema musical del qual és seu.
El 2012 va sortir al mercat el seu segon llibre de poesia, Rio São Francisco; el 2016 va fer-ho Versos pornográficos (Editora Confraria do Vento), el tercer, i també el llibre de literatura infantil O Agente Laranja e a Maçã do Amor.
L'any 2019, l'Associação Paulista de Críticos de Arte va considerar el seu àlbum O amor é um ato revolucionário com un dels 25 millors àlbums brasilers de la segona meitat del 2019.
El gener de 2022 va publicar un senzill amb Laila Garin, "Vermelho Esperança", escrit per ell i extret de la banda sonora de l'espectacle A hora da Estrela – O canto de Macabéa, interpretat el 2020 i inspirat en l'obra A Hora da Estrela, de Clarice Lispector.

### Política
Chico César va assumir el càrrec com a president de la Fundació Cultural de João Pessoa (Funjope) el maig de 2009. De gener de 2011 a desembre de 2014 va ser secretari de Cultura de l'estat de Paraíba.
Després de la victòria electoral de Luiz Inácio Lula da Silva el 2022, el Partit dels Treballadors (PT) va esmentar César com un dels noms potencials per conformar el nou govern de Lula, com a ministre de Cultura. Malgrat l'experiència passada com a secretari de Cultura de Paraíba el 2011, César va expressar a les xarxes socials que preferia veure Juca Ferreira o Jandira Feghali al capdavant del ministeri, encara que finalment va caure en mans de Margareth Menezes.

## Vida personal
Va tenir una relació amb l'actriu i performer brasilera Bárbara Santos, que va iniciar-se quan César va compondre el seu àlbum Estado de Poesia (2016). Junts van actuar com a parella a l'escenari en l'espectacle del 2018 Camaradas — Fantasia para Dueto, Camerata, Camarim, Atentado e Passeata, i l'any següent es van separar.

## Discografia
Àlbums d'estudi
- 1995: Aos Vivos (Velas)
- 1996: Cuscuz Clã (Polygram)
- 1997: Beleza Mano (Polygram)
- 1999: Mama Mundi (Emarcy)

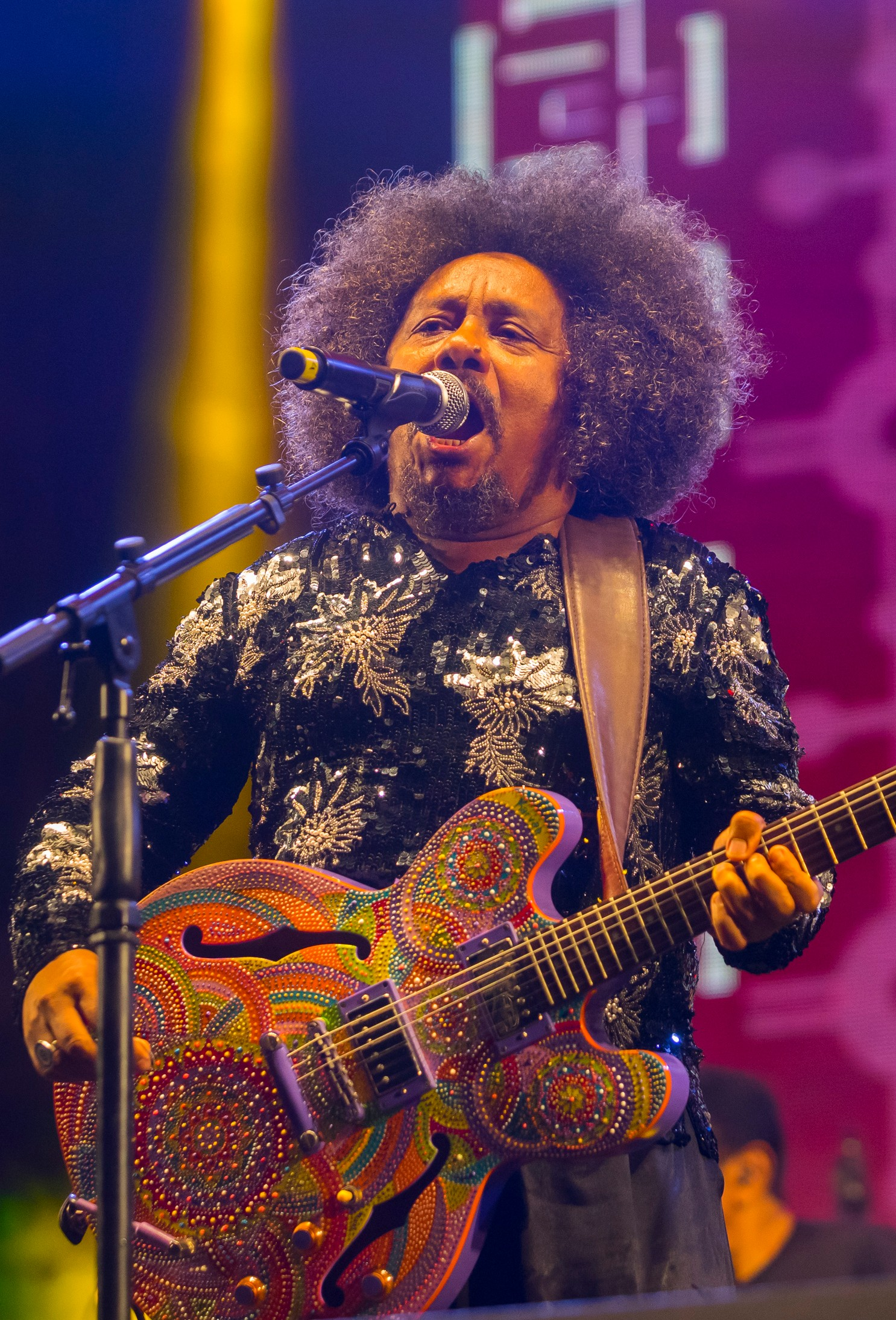
Chico César en una actuació a Belo Horizonte el febrer de 2020.

- 2002: Respeitem Meus Cabelos, Brancos (Biscoito Fino / Discme)
- 2006: De Uns Tempos pra Cá (Random Records)
- 2008: Francisco, forró y frevo (EMI Music)
- 2015: Estado de Poesia (Pommelo Distribuições)
- 2019: O amor é um ato revolucionário (Chita Discos)
- 2022: Vestido de Amor (Zamora Label)

## Guardons
Premis
- 1996: premi Sharp a la revelació regional per l'àlbum Cuscuz Clã[25][26]
- 1996: premi APCA al millor compositor d'Os Melhores de 1996 per l'àlbum Cuscuz Clã[27]
- 1996: premi Melhores do Ano a la cançó de l'any per la cançó "À Primeira Vista"[28]
- 1997: Troféu Imprensa a la millor cançó per la cançó "À Primeira Vista"[29]
- 1997: premi MTV Video Music Brasil (VMB) al millor vídeo MPB pel vídeo "Mama África"[10]

Nominacions
- 2016: premi de la Música Brasilera al millor cantant en la categoria Pop / Rock / Reggae / Hip-hop / Funk per l'àlbum Estado de Poesia[30]
- 2016: premi Jabuti al millor llibre de poesia pel llibre Versos Pornográficos[31]